# Хегази, Сара
Сара Хегази (араб. سارة حجازي‎ 1989, Египет — 14 июня 2020, Торонто) — египетская лесбийская активистка, социалистка. Была арестована, заключена в тюрьму на срок три месяца, заявляла о пытках. Была обвинена в поднятии радужного флага на концерте группы Машру Лейла в Каире в 2017 году. После ареста она подала ходатайство о предоставлении убежища и переехала в Канаду, где продолжала осуждать репрессии в Египте. Страдая от посттравматического стресса, она покончила с собой в возрасте 30 лет 14 июня 2020 года.

## Биография
В 2010 году Хегази окончила Академию Баса со степенью бакалавра по специальности «Информационные системы», а в 2016 году — Центр непрерывного образования Американского университета в Каире. С помощью дистанционного обучения Хегази получила дипломы по направлениям «Борьба за равенство: 1950—2018 годы», «Феминизм и социальная справедливость», «Методы исследования», «Разнообразие и инклюзивность на рабочем месте» и «Понимание насилия» в Колумбийском университете, Калифорнийском университете Санта-Крус, Лондонском университете восточных и африканских исследований, Питтсбургском университете и Университете Эмори. Определяла себя как коммунистка, поддерживала Партию хлеба и воли, основанную бывшими членами Социалистического народного блока.

## Арест
22 сентября 2017 года Сара Хегази была на концерте группы Машру Лейла, вокалист которой — Хамед Синно — открытый гей. Она была арестована вместе с группой других людей за размахивание радужным флагом в поддержку прав ЛГБТ. Её арест совпал с волной репрессий правительства Египта против ЛГБТ в стране. Сара была заключена в тюрьму, где подвергалась пыткам со стороны администрации и жестокому обращению со стороны заключённых. Три месяца спустя под воздействием давления западных и южноамериканских дипломатов Хегази была освобождена под залог.

## Смерть и наследие
Сара Хегази умерла в своём доме в Торонто 14 июня 2020 года в возрасте 30 лет. Её адвокат Халед аль-Масри подтвердил, что Хегази покончила жизнь самоубийством.
Её краткая записка, написанная на арабском языке, распространилась в социальных сетях.

«Моим братьям: я старалась выжить, но не смогла, простите меня; моим друзьям: опыт был слишком тяжёлым, а я слаба, простите меня. Мир: ты был очень жесток, но я прощаю тебя»Оригинальный текст (ар.)«إلى إخوتي، حاولت النجاة وفشلت، سامحوني. إلى أصدقائي، التجربة قاسية وأنا أضعف من أن أقاومها، سامحوني. إلى العالم، كنت قاسيا إلى حد عظيم! ولكني أسامح.»
Канадский социалистический журнал «Весна» опубликовал некролог Хегази авторства Валери Леннон: «Я помню, как она говорила: „Я никогда не чувствовала себя такой живой, как во время революции“. В её честь и для того, чтобы наполнить нашу собственную жизнь смыслом, мы обязаны продолжать борьбу за революцию здесь, в Египте, и во всем мире.»